# Парадокс Монті Голла

В пошуках автівки гравець обирає двері під номером 1. Тоді ведучий відчиняє треті двері, за якими знаходиться коза, і пропонує гравцю змінити вибір на другі двері. Чи варто йому це робити?

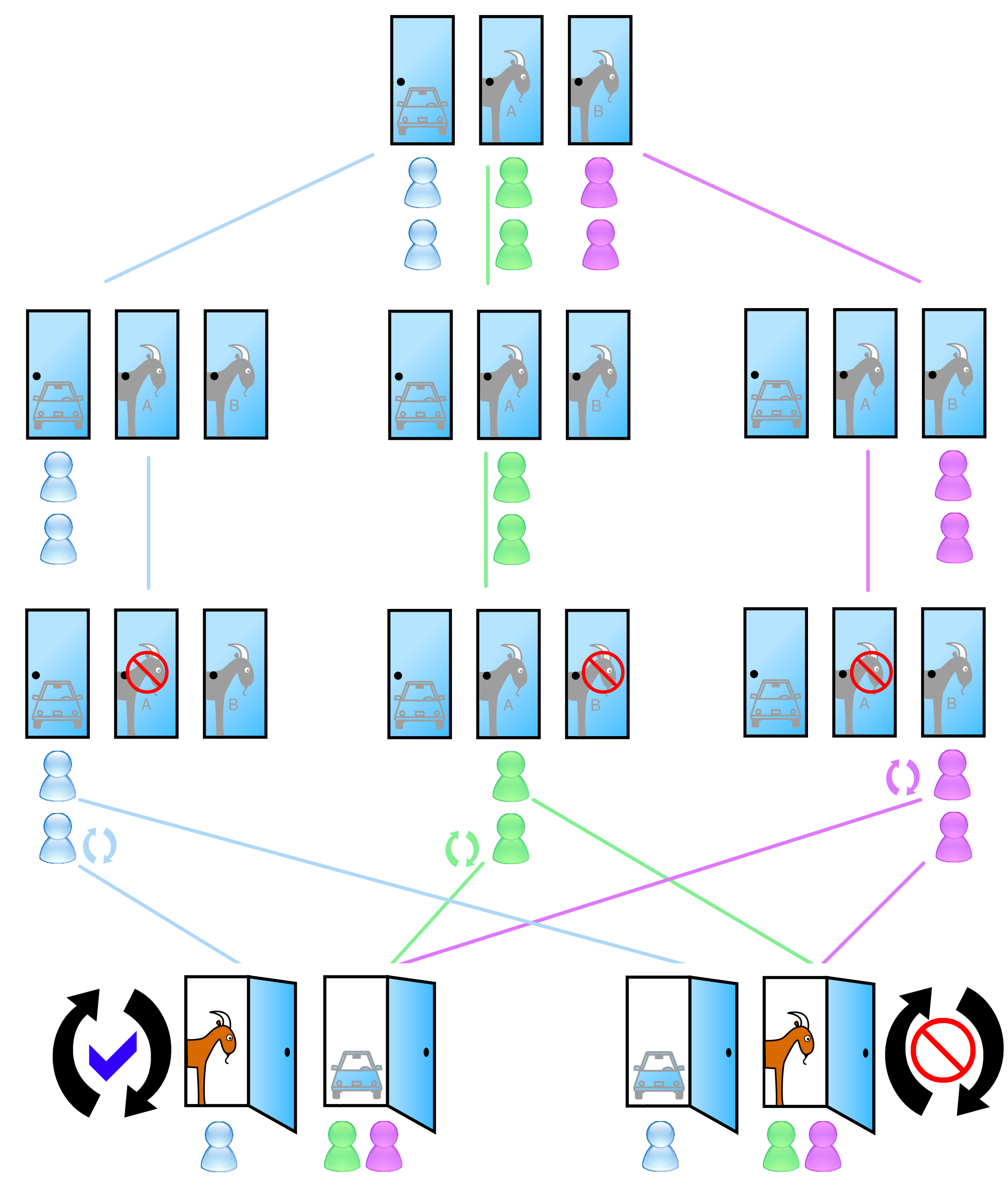

Парадо́кс Монті Голла — одна з відомих задач теорії ймовірностей, розв'язок якої, на перший погляд, суперечить здоровому глузду. Задача формулюється як опис гіпотетичної гри, заснованої на американському телешоу «Let's Make a Deal». Ця задача названа на честь ведучого цієї передачі Монті Голла. Найбільш розповсюджена версія гри була опублікована в 1990 році в журналі Parade Magazine і звучить так:
Уявіть себе на телегрі, де вам потрібно обрати одні з трьох дверей: за одними з них автомобіль; за двома іншими по козі. Ви обираєте одні двері, наприклад, перші, ведучий відчиняє одні з двох інших, наприклад, треті, за якими коза. Тоді він каже вам: «Бажаєте змінити вибір на другі двері?» Чи отримаєте ви перевагу, якщо зміните свій вибір?
Хоча дане формулювання вважається найвідомішим, воно є дещо проблематичним, оскільки деякі важливі умови невизначені. Нижче наводиться повне формулювання.
При розв'язанні цієї задачі зазвичай розмірковують приблизно так: після того, як ведучий відчинив двері, за якими знаходиться коза, автомобіль може бути за одними з двох дверей, що залишились. Оскільки гравець не може отримати ніякої додаткової інформації про те, за якими дверима знаходиться автомобіль, то ймовірність знаходження автомобіля за кожними з дверей однакова, і зміна вибору не дає гравцю додаткових переваг. Однак такий хід роздумів неправильний. Якщо ведучий завжди знає, за якими дверима що знаходиться, то він завжди відчиняє ті двері, за якими знаходиться коза, і завжди пропонує гравцю змінити вибір, тоді ймовірність того, що автомобіль знаходиться за дверима, які були обрані спочатку, дорівнює 1/3, і, відповідно, ймовірність того, що автомобіль знаходиться за дверима, що залишились, дорівнює 2/3. Таким чином, зміна початкового вибору збільшує шанси гравця вдвічі. Цей висновок суперечить інтуїтивному сприйняттю більшості людей, тому ця задача і називається парадоксом Монті Холла.

## Точніше поставлення задачі
Найрозповсюдженіше формулювання задачі, на жаль, не зовсім правильне, оскільки залишає невизначеними декілька істотних умов. Повніше і точніше формулювання задачі звучить приблизно так:

Уявіть собі, що ви берете участь у грі, в якій ви знаходитесь перед трьома дверима. Ведучий, про якого відомо, що він чесний, помістив за одними з дверей автомобіль, а за двома іншими — по козі. У вас немає ніякої інформації про те, за якими дверима що знаходиться. Ведучий каже вам: «Спочатку ви маєте обрати одні з дверей. Після цього я відкрию одні з дверей, які залишилися, за якими знаходиться коза. Потім я запропоную вам змінити свій початковий вибір і вибрати інші зачинені двері замість тих, що ви вибрали спочатку. Ви можете зробити як я раджу, або підтвердити свій початковий вибір. Після вашого остаточного рішення я відкрию двері, які ви вибрали, і ви виграєте те, що знаходиться за цими дверима.»
Ви обираєте двері номер 1. Ведучий відчиняє двері номер 3 і показує, що за ними знаходиться коза. Після цього ведучий пропонує вам обрати двері номер 2. Чи збільшаться ваші шанси виграти автомобіль, якщо ви послухаєте його?

В даній задачі вважається, що відкриття ведучим дверей з козою не несе ніякої інформації про те, що знаходиться за дверима, які спочатку обрав гравець. Найпростіший спосіб досягти цього — зажадати, щоб у випадку, коли автомобіль знаходиться за дверима, які обрав гравець, ведучий відчиняв одні з дверей, що залишились, випадковим чином.
Спочатку ймовірність того, що учасник потрапить на автомобіль, дорівнює 1/3. Після того, як ведучий відчиняє двері, більшість людей вважає, що вона має бути 1/2, але це не так. Ведучий знає, де знаходиться автівка, і тому не відчиняє двері з автомобілем. І ймовірність була б 1/2 тільки тоді, коли б ведучий не знав розташування призів, і тоді відкриття дверей нічого б не змінювало.
Найістотнішим доповненням тут є те, що гравець знає, що після його вибору ведучий в будь-якому випадку відкриє двері з козою і в будь-якому випадку запропонує гравцю змінити вибір, тобто вчинення даних дій не дає гравцю ніякої інформації про те, правильним чи ні був його вибір.

## Популярний розв'язок
Обираючи двері, гравець має 1 шанс з 3, що автомобіль розташований за дверима, які він обрав, і 2 шанси з 3, що за одними з інших. Коли ведучий відчиняє двері з козою за ними, гравець не отримує ніякої нової інформації про свій вибір, тобто ймовірність перебування машини за обраними гравцем дверима залишається 1/3. Тоді ймовірність того, що машина є за іншими зачиненими дверима, становить 2/3.Зміна вибору збільшує шанси вдвічі, тобто гравець має змінити вибір.У порядку приведення популярної історії до суворого математичного розв'язку може виникнути запитання: «Чому ймовірність того, що автомобіль є за дверима 1, не змінюється при відчиненні дверей з козою?» Для початку покажемо, що від того, що ми вільно переномеруємо двері, зокрема, якщо ми поміняємо місцями номери 2 і 3. Справді, умовна ймовірність того, що машина була за дверима 1, при виборі гравцем дверей 1 і відчиненні ведучим дверей 2, така ж як і умовна ймовірність того, що машина була за дверима 1 при тому ж виборі гравця і відчиненні ведучим дверей 3. Середнє значення цих двох рівних ймовірностей 1/3, отже ймовірність кожної з них становить 1/3 також.
Розбір гри може бути реалізований у вигляді ілюстрації рівноймовірних виборів гравця: машини, кози А та кози Б:
| 1.                                |                                         | \| Ведучий відкриває одну з двох кіз \| | \| Ведучий відкриває одну з двох кіз \| |
|                                   | Гравець обирає машину (ймовірність 1/3) |                                         | Зміна рішення приводить до програшу.    |
| 2.                                |                                         | Ведучий має відчинити козу Б            |                                         |
|                                   | Гравець обирає козу А (ймовірність 1/3) |                                         | Зміна рішення приводить до виграшу.     |
| 3.                                |                                         | Ведучий має відчинити козу А            |                                         |
|                                   | Гравець обирає козу Б (імовірність 1/3) |                                         | Зміна рішення приводить до виграшу.     |
| Ведучий відкриває одну з двох кіз |                                         |                                         |                                         |

| Ведучий відкриває одну з двох кіз |

Попередня діаграма показує, що гравець, який змінює рішення, завжди отримує результат, відмінний від його початкового вибору, і, виходячи з того, що ймовірність одразу обрати машину вдвічі менша за ймовірність обрати козу, змінити рішення завжди вигідно. Інакше кажучи, ймовірність одразу обрати козу — 2/3, а машину — 1/3. Після того, як ведучий відкриває двері з козою, гравець, який обрав двері з козою перед цим, обов'язково виграє машину, а гравець, який спочатку обрав машину, обов'язково виграє козу. Таким чином, саме зміна рішення є слушною стратегією.

Вибір гравця має 1/3 шансу, а інші двоє дверей мають 2/3 шансу.

Вибір гравця має 1/3 шансу, а інші двоє дверей мають 2/3 шансу, ці 2/3 розділені як 2/3 для зачинених дверей і 0 для дверей, які відкрив ведучий.

Інший шлях для розуміння розв'язку — розглядати двоє невибраних дверей разом..
Як вказує Сесіл Адамс, «Ефект пропозиції ведучого такий: ви можете залишити свої двері, а можете обрати двоє інших». Гравець мусить вирішувати, чи залишатися з початковим вибором, чи обрати суму того, що знаходиться за іншими дверима. Ймовірність того, що автівка схована за одними з інших дверей, не змінюється від того, що одні з них відкрили, і дорівнює 2/3.
Як говорить Кейф Девлін, «По відчиненні своїх дверей ведучий каже гравцю 'Ось двоє дверей, які ви не обрали, і ймовірність того, що приз за одними з них — 2/3. Я допоміг вам, відкривши одні з них, і ви могли побачити, що приз там не сховано. Тепер ви можете скористатися цією інформацією. Ваш вибір дверей 1 має шанс на виграш 1 з 3. Я не змінив це. Але тим, що я відкрив двері 3, я показав вам, що ймовірність того, що приз за останніми дверима — 2 з 3.'»

## Математичний підхід
Задачу можна розв'язати використавши теорему Баєса. Введемо наступні випадкові величини:
{\displaystyle C\in \{1,2,3\}}: двері, за якими схована машина,
{\displaystyle S\in \{1,2,3\}}: номер дверей, обраних гравцем, і
{\displaystyle H\in \{1,2,3\}}: номер дверей, відкритих ведучим.
Через те, що розташування машини довільне, усі значення C однаково ймовірні. Тоді початкова (безумовна) ймовірність C
{\displaystyle P(C)\,={\tfrac {1}{3}}}, для будь-якого C.
Далі, через те, що вибір гравця ніяк не залежить від розташування машини, змінні C і S незалежні. Таким чином умовна ймовірність C при даному S становить
{\displaystyle P(C|S)\,=P(C)}, для кожного C та S.
Поведінка ведучого визначається значенням умовної ймовірності H при даних C та S:

| {\displaystyle P(H\|C,S)\,\,=\,{\begin{cases}\,\\\,\\\,\\\,\end{cases}}} | {\displaystyle \,0\,}   |  | if H = S, (ведучий не може відкрити двері, обрані гравцем)                                          |
| {\displaystyle P(H\|C,S)\,\,=\,{\begin{cases}\,\\\,\\\,\\\,\end{cases}}} | {\displaystyle \,0\,}   |  | if H = C, (ведучий не може обрати двері з машиною позаду)                                           |
| {\displaystyle P(H\|C,S)\,\,=\,{\begin{cases}\,\\\,\\\,\\\,\end{cases}}} | {\displaystyle \,1/2\,} |  | if S = C, (обидві двері без машини можуть бути відкриті з однаковою йомовірністю)                   |
| {\displaystyle P(H\|C,S)\,\,=\,{\begin{cases}\,\\\,\\\,\\\,\end{cases}}} | {\displaystyle \,1\,}   |  | if H {\displaystyle \neq }C and S {\displaystyle \neq } C, (тільки одні двері можуть бути відкриті) |

Гравець може використати правило Баєса для підрахунку ймовірності знаходження машини за будь-якими дверима, після його початкового вибору і відкриття дверей ведучим. Це є умовна ймовірність C при даних H і S:
{\displaystyle P(C|H,S)\,={\frac {P(H|C,S)P(C|S)}{P(H|S)}}},
де знаменник обчислюється як безумовна ймовірність
{\displaystyle P(H|S)\,=\sum _{C=1}^{3}P(H,C|S)=\sum _{C=1}^{3}P(H|C,S)P(C|S)}.
Таким чином, якщо гравець початково обирає двері 1, і ведучий відкриває двері 3, ймовірність, що автомобіль за дверима 2, при зміні вибору становить
{\displaystyle P(C=2|S=1,H=3)={\frac {1\times {\frac {1}{3}}}{{\frac {1}{2}}\times {\frac {1}{3}}+1\times {\frac {1}{3}}+0\times {\frac {1}{3}}}}={\tfrac {2}{3}}.}